# 代查尼
代查尼是科索沃賈科維察區代查尼市镇内的城镇及行政中心。位於科索沃西部山區。靠近黑山和阿爾巴尼亞。2011年人口普查时城镇人口数量为3,803人，而整个市镇的人口数量为40,019人。
在科索沃戰爭期間，這裡是科索沃解放軍的據點。

## 外部連結
- 代查尼市镇官方网站
- OSCE Municipal Profile of Deçan / Dečani （页面存档备份，存于）
- Visoki Dečani Monastery, Serbian Orthodox Church（页面存档备份，存于）
- BBC World radio documentary Dečani heritage: the balkans（页面存档备份，存于）